# Bulbophyllum moniliforme
Bulbophyllum moniliforme är en orkidéart som beskrevs av C.S.P.Parish och Heinrich Gustav Reichenbach. Bulbophyllum moniliforme ingår i släktet Bulbophyllum och familjen orkidéer. Inga underarter finns listade i Catalogue of Life.